# Hubert Seggewiß
Hubert Seggewiß (* 11. Juni 1955 in Bocholt) ist ein deutscher Kardiologe. Er brachte  die Alkoholseptumablation (PTSMA, TASH, ASA) zur Serienreife, indem er zusammen mit seinem Kollegen Lothar Faber die Kontrolle des Verfahrens mit Ultraschall entwickelt hat.

## Werdegang
Seggewiß ist als zweites von fünf Kindern in Bocholt geboren worden. Er machte 1974 Abitur und begann im Wintersemester 1974/1975 mit dem Medizinstudium in der Universität Köln und wechselte im Verlauf an die Universität Münster. Die Approbation erlangte er 1981. Zunächst arbeitete er an der Medizinischen Klinik Minden unter Seckfort, um Kardiologe zu werden. Er promovierte Ende 1981 zum Thema „Echokardiographische Studien zur linksventrikulären Kontraktilität“. 1983 wechselte er an das Gollwitzer-Meier-Institut und Herzzentrum NRW Bad Oeynhausen unter  Gleichmann. Nach Weiterbildung in der Medizinischen Klinik Bad Oeynhausen unter  Nissen und im Institut für Radiologie im Herzzentrum NRW Bad Oeynhausen unter  Weichert wechselte er 1987 wieder zurück an die Kardiologische Klinik des Herz- und Diabeteszentrum NRW, Ruhr-Universität Bochum unter  Gleichmann.  1987 wurde er Facharzt für Innere Medizin, 1988 Facharzt für Kardiologie. Im April 1994 habilitierte er zum Thema: „Revaskularisation der koronaren Mehrgefäßerkrankung mittels PTCA: Akutergebnisse und klinischer Verlauf in Abhängigkeit vom Revaskularisationgrad“ Venia legendi Innere Medizin an der Ruhr-Universität Bochum.
Am 12. Januar 1996 führte er gemeinsam mit Ulrich Sigwart, Ulrich Gleichmann, Dieter Fassbender erfolgreich sechs PTSMAs im Herz- und Diabeteszentrum NRW durch. Zunächst wurde die Intervention durch probatorische Ballonokklusion des ersten Septalastes hämodynamisch gesteuert. Dies stellte sich als teils unpräzise heraus. Um diese Methode gezielter und sicherer zu machen, wurde im August 1996 die erste echokardiographisch gesteuerte PTSMA durchgeführt. Die Idee war, sicher zu wissen, welches Areal genau mit Alkohol abladiert werden wird, bevor dieser injiziert wird. Dies war der entscheidende Schritt der Methode, um ihn sicherer und das Ergebnis vorhersagbar zu machen. Die Echokardiographie gesteuerte Alkoholseptumablation ist auch in der aktuellen Leitlinie so empfohlen.
Im Jahre 2000 wurde er Chefarzt der Medizinischen Klinik 1 im Leopoldina-Krankenhaus in Schweinfurt. Hier war er bis 2017 tätig und führte hier die meisten Alkoholseptumablationen an einem Zentrum in Europa durch.
Von 2018 bis 2020 war er am Klinikum Würzburg Mitte Standort Juliusspital als Consultant HOCM tätig.
Im April 2020 wechselte er an die Universitätsklinik Würzburg, um am Deutschen Zentrum für Herzinsuffizienz der Medizinischen Klinik 1 ein HCM-Zentrum zu gründen.

## Mitgliedschaften
- Seit 17. Mai 1982 Deutsche Gesellschaft für Innere Medizin
- Seit 1982 Mitglied der deutschen Sektion der IPPNW
- Seit 1. Januar 1984 Deutsche Gesellschaft für Internistische Intensivmedizin
- Seit 1. Januar 1985 Deutsche Gesellschaft für Kardiologie, Herz- und Kreislaufforschung und European Society of Cardiology - ESC, ESC Fellow
- 2008–2012 Mitglied des Nucleus der ESC Working Group Myocardial and Pericardial Diseases
- 2007 Ehrenmitglied der Hungarian Working Group Interventional Cardiology
- 16. März 2012 Fourth Annual Razavi Lecture, Cleveland Clinic, USA
- Mai 2018 Ehrenmitglied der Ungarischen Gesellschaft für Kardiologie
- Seit 2000 Visiting Professor u. a. in Cleveland, New York, Toronto, Kansas, Seattle, London, Jerusalem, Helsinki, Kopenhagen, Stockholm, Warschau, Bukarest, Athen, Rom Madrid, Bern, Innsbruck, Graz, Szeged, Mumbai, Chandigarh, Tokio, Peking, Monastir, Bukarest, Doha, Berlin, München, Hamburg, Kiel, Marburg, Tübingen

## Ehrenamtliche Tätigkeiten
- Juli 1997 Gründungsmitglied der Selbsthilfegruppe für Menschen mit Hypertropher obstruktiver Kardiomyopathie
- 9. Juli 2016 Umwandlung der Selbsthilfegruppe in den HOCM Deutschland e.V. (Gründungsmitglied und Beirat)
- Seit 2021 Ehrenmitglied des HOCM Deutschland e.V.
- Leitlinienwatch e.V.
- MEZIS e.V.

## Publikationen (Auswahl)
- U. Gleichmann, H. Seggewiss. Therapie der hypertrophen obstruktiven Kardiomyopathie [Therapy of hypertropic obstructive cardiomyopathy]. Dtsch Med Wochenschr. 1996 Nov 29;121(48):1485-6. German. doi:10.1055/s-2008-1043172. PMID 8983903.
- H. Seggewiss, U. Gleichmann, L. Faber. The management of hypertrophic cardiomyopathy. N Engl J Med. 1997 Jul 31;337(5):349-50. doi:10.1056/NEJM199707313370516. PMID 9235504.
- H. Seggewiss, U. Gleichmann, L. Faber, D. Fassbender, H. K. Schmidt, S. Strick. Percutaneous transluminal septal myocardial ablation in hypertrophic obstructive cardiomyopathy: acute results and 3-month follow-up in 25 patients. J Am Coll Cardiol. 1998 Feb;31(2):252-8. doi:10.1016/s0735-1097(97)00508-1. PMID 9462563.
- L. Faber, H. Seggewiss, D. Fassbender, N. Bogunovic, S. Strick, H. K. Schmidt, U. Gleichmann. Perkutane transluminale septale Myokardablation bei hypertroph-obstruktiver Kardiomyopathie: Akutergebnisse bei 66 Patienten unter Berücksichtigung der Myokard-Kontrastechokardiographie [Percutaneous transluminal septal myocardial ablation in hypertrophic obstructive cardiomyopathy: acute results in 66 patients with reference to myocardial contrast echocardiography]. Z Kardiol. 1998 Mar;87(3):191-201. German. doi:10.1007/s003920050171. PMID 9586154.
- L. Faber, H. Seggewiss, U. Gleichmann. Percutaneous transluminal septal myocardial ablation in hypertrophic obstructive cardiomyopathy: results with respect to intraprocedural myocardial contrast echocardiography. Circulation. 1998 Dec 1;98(22):2415-21. doi:10.1161/01.cir.98.22.2415. PMID 9832486.
- H. Seggewiss, L. Faber, U. Gleichmann. Percutaneous transluminal septal ablation in hypertrophic obstructive cardiomyopathy. Thorac Cardiovasc Surg. 1999 Apr;47(2):94-100. doi:10.1055/s-2007-1013118. PMID 10363608.
- L. Faber, H. Seggewiss, P. Ziemssen, U. Gleichmann. Intraprocedural myocardial contrast echocardiography as a routine procedure in percutaneous transluminal septal myocardial ablation: detection of threatening myocardial necrosis distant from the septal target area. Catheter Cardiovasc Interv. 1999 Aug;47(4):462-6. doi:10.1002/(SICI)1522-726X(199908)47:4<462::AID-CCD16>3.0.CO;2-9. PMID 10470478.
- H. Seggewiss Percutaneous alcohol ablation in HOCM. Catheter Cardiovasc Interv. 1999 Oct;48(2):241-2. doi:10.1002/(sici)1522-726x(199910)48:2<241b::aid-ccd33>3.0.co;2-4. PMID 10506796.
- L. Faber, A. Meissner, P. Ziemssen, H. Seggewiss Percutaneous transluminal septal myocardial ablation for hypertrophic obstructive cardiomyopathy: long term follow up of the first series of 25 patients. Heart. 2000 Mar;83(3):326-31. doi:10.1136/heart.83.3.326. PMID 10677415; PMC 1729336 (freier Volltext).
- H. Seggewiss Percutaneous transluminal septal myocardial ablation: a new treatment for hypertrophic obstructive cardiomyopathy. Eur Heart J. 2000 May;21(9):704-7. doi:10.1053/euhj.1999.2019. PMID 10739723.
- L. Faber, P. Ziemssen, H. Seggewiss Targeting percutaneous transluminal septal ablation for hypertrophic obstructive cardiomyopathy by intraprocedural echocardiographic monitoring. J Am Soc Echocardiogr. 2000 Dec;13(12):1074-9. doi:10.1067/mje.2000.108250. PMID 11119274.
- L. Faber, H. Seggewiss, D. Welge, D. Fassbender, P. Ziemssen, H. K. Schmidt, U. Gleichmann, D. Horstkotte. Vorhersage des Risikos permanenter atrioventrikulärer Uberleitungsstörungen nach perkutaner Septumablation bei Patienten mit hypertropher obstruktiver Kardiomyopathie [Predicting the risk of atrioventricular conduction lesions after percutaneous septal ablation for obstructive hypertrophic cardiomyopathy]. Z Kardiol. 2003 Jan;92(1):39-47. German. doi:10.1007/s00392-003-0878-7. PMID 12545300.
- L. Faber, H. Seggewiss, D. Welge, D. Fassbender, H. K. Schmidt, U. Gleichmann, D. Horstkotte. Echo-guided percutaneous septal ablation for symptomatic hypertrophic obstructive cardiomyopathy: 7 years of experience. Eur J Echocardiogr. 2004 Oct;5(5):347-55. doi:10.1016/j.euje.2004.01.001. PMID 15341870.
- F. Alfonso, L. P. Isla, H. Seggewiss Contrast echocardiography during alcohol septal ablation: friend or foe? Heart. 2005 Feb;91(2):e18. doi:10.1136/hrt.2004.050328. PMID 15657208; PMC 1768697 (freier Volltext).
- L. Faber, D. Welge, D. Fassbender, H. K. Schmidt, D. Horstkotte, H. Seggewiss Percutaneous septal ablation for symptomatic hypertrophic obstructive cardiomyopathy: managing the risk of procedure-related AV conduction disturbances. Int J Cardiol. 2007 Jul 10;119(2):163-7. doi:10.1016/j.ijcard.2006.07.179. Epub 2006 Oct 24. PMID 17067708.
- P. Charron, M. Arad, E. Arbustini, C. Basso, Z. Bilinska, P. Elliott, T. Helio, A. Keren, W. J. McKenna, L. Monserrat, S. Pankuweit, A. Perrot, C. Rapezzi, A. Ristic, H. Seggewiss, I. van Langen, L. Tavazzi; European Society of Cardiology Working Group on Myocardial and Pericardial Diseases. Genetic counselling and testing in cardiomyopathies: a position statement of the European Society of Cardiology Working Group on Myocardial and Pericardial Diseases. Eur Heart J. 2010 Nov;31(22):2715-26. doi:10.1093/eurheartj/ehq271. Epub 2010 Sep 7. PMID 20823110.
- B. Pfeiffer, A. Rigopoulos, H. Seggewiß. Echokontrastmittelgesteuerte Alkoholablation bei hypertropher obstruktiver Kardiomyopathie mit neuem Echokontrastmittel [Myocardial contrast echocardiography guided alcohol septal ablation in hypertrophic obstructive cardiomyopathy with a new echocardiographic contrast agent]. Dtsch Med Wochenschr. 2012 Oct;137(41):2093-6. German. doi:10.1055/s-0032-1305229. Epub 2012 Oct 2. PMID 23033167.
- C. Rapezzi, E. Arbustini, A. L. Caforio, P. Charron, J. Gimeno-Blanes, T. Heliö, A. Linhart, J. Mogensen, Y. Pinto, A. Ristic, H. Seggewiss, G. Sinagra, L. Tavazzi, P. M. Elliott. Diagnostic work-up in cardiomyopathies: bridging the gap between clinical phenotypes and final diagnosis. A position statement from the ESC Working Group on Myocardial and Pericardial Diseases. Eur Heart J. 2013 May;34(19):1448-58. doi:10.1093/eurheartj/ehs397. Epub 2012 Dec 4. PMID 23211230.
- A. L. Caforio, S. Pankuweit, E. Arbustini, C. Basso, J. Gimeno-Blanes, S. B. Felix, M. Fu, T. Heliö, S. Heymans, R. Jahns, K. Klingel, A. Linhart, B. Maisch, W. McKenna, J. Mogensen, Y. M. Pinto, A. Ristic, H. P. Schultheiss, H. Seggewiss, L. Tavazzi, G. Thiene, A. Yilmaz, P. Charron, P. M. Elliott; European Society of Cardiology Working Group on Myocardial and Pericardial Diseases. Current state of knowledge on aetiology, diagnosis, management, and therapy of myocarditis: a position statement of the European Society of Cardiology Working Group on Myocardial and Pericardial Diseases. Eur Heart J. 2013 Sep;34(33):2636-48, 2648a-2648d. doi:10.1093/eurheartj/eht210. Epub 2013 Jul 3. PMID 23824828.
- J. Veselka, M. K. Jensen, M. Liebregts, J. Januska, J. Krejci, T. Bartel, M. Dabrowski, P. R. Hansen, V. M. Almaas, H. Seggewiss, D. Horstkotte, P. Tomasov, R. Adlova, H. Bundgaard, R. Steggerda, J. Ten Berg, L. Faber. Long-term clinical outcome after alcohol septal ablation for obstructive hypertrophic cardiomyopathy: results from the Euro-ASA registry. Eur Heart J. 2016 May 14;37(19):1517-23. doi:10.1093/eurheartj/ehv693. Epub 2016 Jan 7. PMID 26746632.
- L. Faber, U. Gleichmann, D. Horstkotte, H. Seggewiss Kathetertherapie der hypertroph-obstruktiven Kardiomyopathie: Langzeitverlauf 1996–2016 [Catheter-Based Septal Ablation for Hypertrophic Obstructive Cardiomyopathy: Long-Term Follow-Up 1996–2016]. Dtsch Med Wochenschr. 2017 Feb;142(4):276-281. German. doi:10.1055/s-0042-121855. Epub 2017 Feb 24. PMID 28235228.
- R. A. Nishimura, H. Seggewiss, H. V. Schaff. Hypertrophic Obstructive Cardiomyopathy: Surgical Myectomy and Septal Ablation. Circ Res. 2017 Sep 15;121(7):771-783. doi:10.1161/CIRCRESAHA.116.309348. PMID 28912182.
- J. Veselka, L. Faber, M. K. Jensen, R. Cooper, J. Januska, J. Krejci, T. Bartel, M. Dabrowski, P. R. Hansen, V. M. Almaas, H. Seggewiss, D. Horstkotte, R. Adlova, H. Bundgaard, J. Ten Berg, M. Liebregts. Effect of Institutional Experience on Outcomes of Alcohol Septal Ablation for Hypertrophic Obstructive Cardiomyopathy. Can J Cardiol. 2018 Jan;34(1):16-22. doi:10.1016/j.cjca.2017.10.020. PMID 29275877.
- H. Seggewiß, A. Koljaja-Batzner, K. Seggewiß, M. Meesmann. Synkope bei hypertropher (obstruktiver) Kardiomyopathie [Syncope in hypertrophic (obstructive) cardiomyopathy]. Herzschrittmacherther Elektrophysiol. 2018 Jun;29(2):178-182. German. doi:10.1007/s00399-018-0567-x. Epub 2018 May 14. PMID 29761339.
- M. Liebregts, L. Faber, M. K. Jensen, P. A. Vriesendorp, P. R. Hansen, H. Seggewiss, D. Horstkotte, R. Adlova, M. Michels, H. Bundgaard, J. M. Ten Berg, J. Veselka. Validation of the HCM Risk-SCD model in patients with hypertrophic cardiomyopathy following alcohol septal ablation. Europace. 2018 Sep 1;20(FI2):f198-f203. doi:10.1093/europace/eux251. PMID 29016960.
- A. Batzner, B. Pfeiffer, A. Neugebauer, D. Aicha, C. Blank, H. Seggewiss. Survival After Alcohol Septal Ablation in Patients With Hypertrophic Obstructive Cardiomyopathy. J Am Coll Cardiol. 2018 Dec 18;72(24):3087-3094. doi:10.1016/j.jacc.2018.09.064. PMID 30545446.
- A. Batzner, H. J. Schäfers, K. V. Borisov, H. Seggewiß. Hypertrophic Obstructive Cardiomyopathy. Dtsch Arztebl Int. 2019 Jan 25;116(4):47-53. doi:10.3238/arztebl.2019.0047. PMID 30855006; PMC 6415619 (freier Volltext).
- P. M. Seferović, M. Polovina, J. Bauersachs, M. Arad, T. B. Gal, L. H. Lund, S. B. Felix, E. Arbustini, A. L. P. Caforio, D. Farmakis, G. S. Filippatos, E. Gialafos, V. Kanjuh, G. Krljanac, G. Limongelli, A. Linhart, A. R. Lyon, R. Maksimović, D. Miličić, I. Milinković, M. Noutsias, A. Oto, Ö. Oto, S. U. Pavlović, M. F. Piepoli, Ristić AD, G. M. C. Rosano, H. Seggewiss, M. Ašanin, J. P. Seferović, F. Ruschitzka, J. Čelutkiene, T. Jaarsma, C. Mueller, B. Moura, L. Hill, M. Volterrani, Y. Lopatin, M. Metra, J. Backs, W. Mullens, O. Chioncel, R. A. de Boer, S. Anker, C. Rapezzi, A. J. S. Coats, C. Tschöpe. Heart failure in cardiomyopathies: a position paper from the Heart Failure Association of the European Society of Cardiology. Eur J Heart Fail. 2019 May;21(5):553-576. doi:10.1002/ejhf.1461. Epub 2019 Apr 16. PMID 30989768.
- H. Seggewiss, A. Batzner. Alcohol septal ablation in obstructive hypertrophic cardiomyopathy is a safe procedure in experienced hands. Rev Port Cardiol (Engl Ed). 2020 Jun;39(6):305-307. English, Portuguese. doi:10.1016/j.repc.2020.06.003. Epub 2020 Jun 27. PMID 32605835.
- A. Batzner, D. Aicha, B. Pfeiffer, A. Neugebauer, H. Seggewiss, Sex-related differences in symptomatic patients with hypertrophic obstructive cardiomyopathy - Time for a new definition? Int J Cardiol. 2021 Apr 1;328:117-121. doi:10.1016/j.ijcard.2020.12.039. Epub 2020 Dec 31. PMID 33359283.
- A. Batzner, D. Aicha, B. Pfeiffer, A. Neugebauer, H. Seggewiss. Age-related survival after alcohol septal ablation in hypertrophic obstructive cardiomyopathy. ESC Heart Fail. 2022 Feb;9(1):327-336. doi:10.1002/ehf2.13750. Epub 2021 Dec 13. PMID 34904378; PMC 8788038 (freier Volltext).
- R. Rudolph, H. Seggewiss, H. Seckfort. Osophagus-Ulcus durch Mexiletin [Esophageal ulcer caused by mexiletine]. Dtsch Med Wochenschr. 1983 Jul 1;108(26):1018-20. German. doi:10.1055/s-2008-1069687. PMID 6189689.

| Personendaten    | Personendaten        |
| ---------------- | -------------------- |
| NAME             | Seggewiß, Hubert     |
| KURZBESCHREIBUNG | deutscher Kardiologe |
| GEBURTSDATUM     | 11. Juni 1955        |
| GEBURTSORT       | Bocholt              |